# Rast & Gasser M1898
Rast & Gasser M1898 — револьвер, який вироблявся австрійською компанією «Гассер» наприкінці XIX століття, і широко використовувався військовими балканських держав.

## Особливості

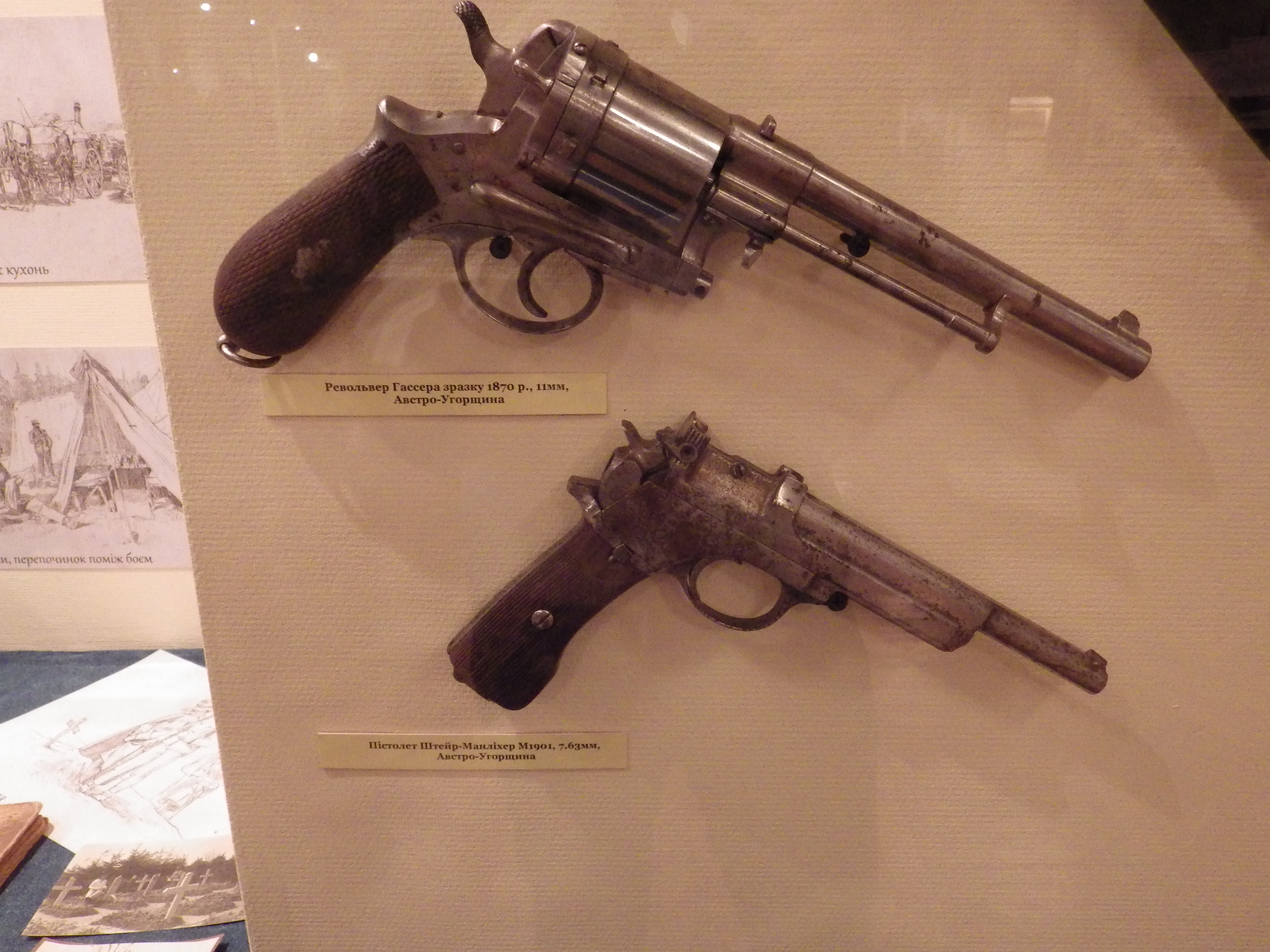
Револьвер в експозиції Національного військово-історичного музею України

Має нероз'ємну рамку з пригвинченим до неї круглим стволом. Барабан, що вміщає 8 патронів, достатньо простий, за винятком щілинних отворів для його фіксації. Револьвер заряджається через задні дверцята, на яких розташований маленький виступ, який забезпечує співвісність барабана та рамки. При відкритих зарядних дверцятах курок не діє, але барабан може обертатися за допомогою спускового гачка, що прискорює процес заряджання. На рамці зроблений звичайний виріз, щоб патрони безперешкодно потрапляли в барабан. Стрижень екстрактора порожнистий, розташован на осі, яка з'єднується з приливом ствола. Ударно-спусковий механізм подвійної дії. Доступ до механізму можливий при відкритій відкидній кришці розміром практично на всю ліву частину рамки. Револьвер виглядає старомодно; стріляти з нього зручніше було при напівзігнутій руці. Хоча зброя мала гарну якість, вона була малопридатною для ведення військових дій, оскільки потужність набоїв, що використовувалися була невеликою.
- довжина — 222 мм.
- довжина ствола — 114 мм.
- маса — 1 кг.
- калібр — 8 мм.
- нарізи — 4 (прав)
- ємність барабана — 8 патронів
- початкова швидкість кулі — 213 м/с

Револьвери та пістолети Австрії
| Назва                       | Тип            | Калібр                                | Використання           |
| --------------------------- | -------------- | ------------------------------------- | ---------------------- |
| M1870/M1870-74/M1882 Gasser | Револьвер      | 11.25x36R, 11,2×29.5 mm (Montenegrin) | 1870-1898              |
| Gasser-Kropatschek M1876    | Revolver       | 9x26R                                 | 1876-1898              |
| M1878 Gasser                | Revolver       | 9x26R                                 | 1878-1898              |
| Rast & Gasser M1898         | Revolver       | 8mm Rast & Gasser                     | 1898-1945              |
| Roth-Steyr M1907            | Semi-Automatic | 8mm Roth Steyr                        | 1907-1945              |
| Steyr M1912                 | Semi-Automatic | 9mm Steyr, 9mm Parabellum             | 1912-1945              |
| Walther P38/Walther P1      | Semi-Automatic | 9mm Parabellum                        | 1938-1995              |
| Pistol 80                   | Semi-Automatic | 9mm Parabellum                        | 1980-дотепер[джерело?] |